# 독신천하
독신천하는 2006년 9월 25일부터 2006년 11월 7일까지 방영된 SBS 월화드라마이다.

## 등장 인물

### 주요 인물
- 김유미 : 남정완 역
- 이현우 : 장현수 역
- 유선 : 한영은 역
- 윤상현 : 윤지헌 역
- 문정희 : 서혜진 역
- 강지섭 : 강우혁 역

### 주변 인물
- 전원주 : 정완 모 양복순 역
- 이기열 : 영은 부 한중만 역
- 김혜옥 : 영은 모 윤정심 역
- 김소이 : 영은 동생 한영미 역
- 최지항 : 장병섭 역
- 변주연 : 장소라 역
- 조미령 : 조민숙 역
- 지상렬 : 서동희 역
- 윤미지 : 현지영 역

### 특별 출연
- 김기수 : 이벤트 진행자 역
- 고명환 : 영은의 남자친구 역
- 이재포 : 드라마 외주제작사 사장 역
- 송요셉

## 결방 및 연속방송
- 2006년 10월 9일 : 프로야구 준플레이오프 2차전 중계 편성으로 인해 결방
- 2006년 10월 10일 : 5~6회 연속 방송
- 2006년 10월 23일 : 프로야구 한국시리즈 2차전 중계 편성으로 인해 결방
- 2006년 11월 7일 : 13~14회 연속 방송

## 참고 사항
- 방송 3주 전에야 주인공들이 결정됐다.[1]
- 당초 16부작으로 기획되었으나 MBC <주몽>으로 인한 시청률 부진을 면치 못한 데 이어 북핵위기 특집 대담과 프로야구 중계로 인해 2번 결방되자[2] 14부작으로 조기종영됐다.
- 2006년 11월 13일 첫 회가 나갈 예정이었던 미니시리즈 <눈꽃>은 SBS가 특선영화 <왕의 남자>(11월 13일)와 축구중계(11월 14일)를 편성함에 따라[3] 같은 달 20일로 첫 방송일이 변경됐다.